# Flying over Everest
Flying over Everest è un documentario del 2004 diretto da Fabio Toncelli e prodotto da SD Cinematografica.
Il film è stato presentato al centro fieristico le Ciminiere a Catania ed è stato proiettato in varie manifestazione a livello internazionale anche in Nuova Zelanda, Stati Uniti, Italia, Spagna, Francia, Canada e Russia. Ha vinto diciotto premi tra cui un premio al Mountainfilm in Telluride e uno al Festival cinematografico internazionale di Mosca.

## Trama
Racconta l'avventura di Angelo D'Arrigo, primo uomo a sorvolare l'Everest in deltaplano.

## Riconoscimenti
- 2004 - Chamois international film festival
  - Primo premio
- 2004 - St. Hilarie - Coupe Icaro Film festival
  - Prix de l'exploit
- 2004 - Festival internazionale del cinema naturalistico e ambientale - Teramo
  - Primo premio
- 2005 - Catellana Grotte International film festival
  - Premio Politecnico di Bari
- 2005 - Moscow Filmfestival
  - Premio “Sport Estreme”
- 2005 - Wildsouth Film Award
  - Premio “Best adventure Film”
- 2005 - US International Film e Video Festival
  - Premio “Silver Screen”
- 2005 - Mountainfilm a Telluride
  - Premio “Best adventure Film”
- 2005 - Cervino International Film Festival
  - Menzione speciale
- 2005 - Film Festival Teplice nad Metujì
  - Primo premio categoria “uomo e montagna”
- 2005 - Jonio International Film Festival
  - Premio speciale
- 2005 - Festival International du film d'aventure de Dijon
  - Menzione speciale
- 2005 - Montreal International Adventure Film Festival
  - Primo premio
- 2005 - Sport Movies & TV 2005
  - Menzione speciale
- 2006 - Wild Scenic Environmental Film Festival
  - Premio “Most Inspiring Adventure Film”
- 2006 - Leggimontagna
  - Primo premio
- 2006 - Festival Internazionale del documentario ornitologico
  - Menzione speciale
- 2006 - Festival Internazionale Cine de Cantabria – Santander
  - Premio speciale